# زاوية محيطية
الزاوية المحيطية في علم هندسة الرياضيات، تتشكل من التقاء خطين قاطعين أو التقاء خط قاطع مع خط مماس، على دائرة. بمعنى أن الزاوية المحيطية تتشكل من أي وتري دائرة يتشاركان بنفس نقطة النهاية.

## خاصية
أن قيمة زاوية القوس الذي تشكل بالتقاء خطي زاوية محيطية هي ضعف قيمة الزاوية نفسها.
وهذه الخاصية عدة نتائج منطقية منها:
- يمكن برهنة أنه عند التقاء زاويتين محيطيتين على نفس القوس، فحصيلة ضرب طول ضلعيهما يكون متساوياً.
- يمكن برهنة أن الزاويتين المتقابلتين لرباعي دائري هما زاويتان متكاملتان (أي مجموع قيمتهما يساوي 180 درجة).

## البرهان

### الحالة الأولى: زاوية محيطية بحيث أحد أضلاعها هو قطر الدائرة
أرسم الشكل التالي: أرسم دائرة مركزها نقطة O. أختر نقطتين على محيط الدائرة وسميهم V وA. أرسم الخط VO ومده ليتخطى O ويقطع الدائرة في نقطة B والتي هي مواجهة لنقطة V بالنسبة للمركز. أرسم زاوية ذات رأس V وأضلاعها تمر بـ A وB.
أعطي الزاوية المركزية BOA اسم θ. أرسم خط OA. لاحظ أن خطي OV وOA هما شعاعي الدائرة، لذا هما متساويين. لذلك، فإن المثلث VOA هو متساوي الضلعين وبالتلي، فإن الزاويتين BVA وVAO متساويتان. سمي كل منهما بـ ψ.
بما أن VB هو خطا مستقيما، فإن الزاويتين BOA وAOV هما زاويتين متكاملتين ومجموعهما هو °180. أذا، الزاوية AOV تساوي θ-°180 ومن المعروف أن مجموع زاوية المثلث يساوي °180 فإذا:{\displaystyle \psi +\psi +180^{\circ }-\theta =180^{\circ }}
وبالنتيجة:{\displaystyle 2\psi +180^{\circ }-\theta =180^{\circ }}
اطرح °180 من الجانبين فتحصل على:
{\displaystyle 2\psi =\theta ,\,}
التي تثبت النظرية.

### الحالة الثانية: زاوية محيطية بحيث مركز الدائرة بداخلها
ارسم الشكل التالي: ارسم دائرة مركزها O. أختر ثلاث نقط على محيطها وسمهم V وC وD. أرسم الخطين VC وVD.الزاوية DVC هي زاوية محيطية. أرسم الحط VO ومده ليقطع محيط الدائرة في نقطة E لاحظ أن الزاوية DVC تشكل القوس DC على الدائرة..
افترض أن النقطة E هي على هذا القوس. E هي مقابلة للنقطة V. الزاويتين DVE وEVC هما زاويتين محوطتين أيضا وكلاهما لهما ضلع يمر بمركز الدائرة. لذلك الحلو الأولى التي برهنت في الأعلى تنطبق عليهما. فإذن نستنتج: 
{\displaystyle \angle DVC=\angle DVE+\angle EVC.\,}
ودع:{\displaystyle \psi _{0}=\angle DVC,}
{\displaystyle \psi _{1}=\angle DVE,}
{\displaystyle \psi _{2}=\angle EVC,}
بحيث:{\displaystyle \psi _{0}=\psi _{1}+\psi _{2}.\qquad \qquad (1)}
أرسم الخطين OC وOD. فتصبح الزاوية DOC زاوية مركزية وكذلك الزاويتين DOE وEOC.
{\displaystyle \angle DOC=\angle DOE+\angle EOC.}
ودع:{\displaystyle \theta _{0}=\angle DOC,}
{\displaystyle \theta _{1}=\angle DOE,}
{\displaystyle \theta _{2}=\angle EOC,}
بحيث: {\displaystyle \theta _{0}=\theta _{1}+\theta _{2}.\qquad \qquad (2)}
ومن القسم الأول حصلنا على {\displaystyle \theta _{1}=2\psi _{1}} 
وعلى {\displaystyle \theta _{2}=2\psi _{2}}.
وبدمح النتيجتين مع (2) نحصل على:
{\displaystyle \theta _{0}=2\psi _{1}+2\psi _{2}\,}
وبالتالي: {\displaystyle \theta _{0}=2\psi _{0}.\,} التي تبرهن النظرية.

### الحالة الثالثة: زاوية محيطية بحيث مركز الدائرة خارجها
أرسم الشكل التالي: أرسم دائرة مركزه O. أتر ثلاث نقاط V وC وD على محيطها. أرسم الخطين VC وVD. لاحظ أن الزاوية DVC هي زاوية محيطية. ارسم الخط VO ومده بشكل مستقيم ليقطع الدائرة بنقطة E. الزاوية DVC تشكل القوس DC على الدائرة.
أفترض أن نقطة E هي خارج القوس. نقطة E هي متقابلة مع النقطة V. الزاويتين DVE وEVC هما زاويتين محيطتيين أيضا ولكلتيهما ضلع يمر بالمركز. فاذا هي مطابقة للحالة الأولى التي برهناها سلفا.
لذلك:
{\displaystyle \angle DVC=\angle EVC-\angle DVE}.
دع:{\displaystyle \psi _{0}=\angle DVC,}
{\displaystyle \psi _{1}=\angle EVD,}
{\displaystyle \psi _{2}=\angle EVC,}
بحيث:{\displaystyle \psi _{0}=\psi _{2}-\psi _{1}\qquad \qquad (3)}
أرسم الخطين OC وOD. الزاوية DOC هي زاوية مركزية وكذلك الزواية: DOE وEOC.
{\displaystyle \angle DOC=\angle EOC-\angle DOE.}
دع:{\displaystyle \theta _{0}=\angle DOC,}
{\displaystyle \theta _{1}=\angle DOE,}
{\displaystyle \theta _{2}=\angle EOC,}
بحيث:{\displaystyle \theta _{0}=\theta _{2}-\theta _{1}\qquad \qquad (4)}
من القسم الأول حصلنا على:
{\displaystyle \theta _{1}=2\psi _{1}} و{\displaystyle \theta _{2}=2\psi _{2}}. وبدمج النتيجة مع (4) نحصل على:
{\displaystyle \theta _{0}=2\psi _{2}-2\psi _{1}}
إذاً باستعمال (3) 
{\displaystyle \theta _{0}=2\psi _{0}.}
التي تبرهن النظرية.

## وصلات خارجية
- التعرف على الزاوية الحوطة عل موقع cut-the-knot
- قوس زاوية المركز - صور متحركة.
- قوس زاوية سطحية - صور متحركة
- نظرية قوس زاوية المركز - صور متحركة